# Жупник
Жу́пник (пол. żupnik, лат. zupparius salis) — урядник Королівства Польського та Речі Посполитої, який керував гірничим районом видобутку солі від імені короля, також державець копальні. Заступник жупника називався піджупником або піджупком; він міг здійснювати прямий нагляд за жупами.

## Історія
Посада мала тимчасовий характер і була пов'язана з господарськими та фінансовими зобов'язаннями. Чиновник керував королівськими соляними підприємствами (соляними жупами) та солеварнями, пізніше взагалі гірничими підприємствами та гірничими районами. Жупники діяли відповідно до гірничого права, введеного Казимиром Великим 1368 року. На посаду їх призначав король, який єдиний мав право суду над ними. Жупники своєю діяльністю також були пов'язані з урядами краківських підкоморія та підскарбія.
До обов'язків жупника входило фінансове управління копальнями, включаючно з оплатою праці гірників. Окрім того, він відповідав за збут корисних копалин, найважливішою з яких була сіль (на яку держава мала монополію). Щоб закласти копальню або почати видобуток з нового стовбуру жупник повинен був отримати привілей від короля.
Уряд жупника не був дуже значущим через невелику кількість копалень у Короні, проте він був дуже бажаним для шлахтичів, адже приносив величезні доходи.
Існували уряди найвищого жупника, пізніше — жупника звичайного. За Сигізмунда Августа найвищим жупником був Єронім Буженський, підскарбій великий коронний, звичайним був Людвік Децій (Деціуш, Діц), історик.
Найважливішим за значенням був жупник краківський, який окрім опіки над копальнями у Величці та Бохні, наглядав за торгівлею сіллю на території всієї держави. Йому допомагали два піджупники, по одному на кожну вищезгадану копальню. Першим жупником жупи краківської був єврейський банкір Левко 1368 року.
Жупник руський керував соляними копальнями у Червоній Русі, жупник олькушський наглядав за видобутком корисних копалин у Свентокшиських горах і Олькуші.
З середини XV століття по воєводствах і землях були створені склади солі, які називалися «жупи сольні», а шляхтич, який завідував тим складом, називався жупником земським, воєводським або повітовим. Звідтоді постав уряд жупників земських, а кожен король гарантував потім у Пактах шляхті довезення солі по землях. Земських жупників називали дистрибуторами. Це не була окрема посада, жупник міг також одночасно займати інший уряд. Взагалі у Речі Посполитій було близько 23 земських жупників. У XVII столітті Сейм своїми ухвалами упорядкував способи розподілу солі, місця її зберігання та коло осіб, кому жупник міг її продавати.

## Деякі відомі жупники

### Краківські жупники
- Себастьян Любомирський (1581—1591)
- Адам Казановський
- Данилович Іван Миколай (1640—1642)

### Руські жупники
- Станіслав Гербурт
- Єжи Мнішек